# Franciszek Wysocki (aktor)
Franciszek Wysocki właśc. Franciszek Geldfelsch lub Geldflesch (ur. 22 lipca 1855 we Lwowie, zm. w 1939 lub 1941 w Rabce) – polski aktor i reżyser teatralny pochodzenia żydowskiego.

## Życiorys
Kształcił się we Lwowie - najpierw w szkole realnej, a następnie w szkole dramatycznej (1870-1872). W latach 1872–1874 występował w objazdowych zespołach teatralnych (m.in. u Henryka Swaryczewskiego, Ksawerego Wołłowicza, Astolfa Grafczyńskiego i Piotra Woźniakowskiego). W latach 1876–1877 przebywał w Warszawie, gdzie grał w teatrze ogrodowym Belle Vue. Następnie, w latach 1877-1881 występował na scenach krakowskich, z przerwą na występy w Lublinie (sezon 1879/1880). W okresie od 1881 do 1919 pracował we Lwowie jaki aktor, reżyser teatralny (od 1900) oraz pedagog, ucząc gry aktorskiej i dykcji. Tam też w 1902 roku na scenie Teatru Miejskiego obchodził trzydziestolecie pracy scenicznej. W latach 1919–1929 ponownie występował w Krakowie: najpierw w Teatrze Bagatela (do 1925), a następnie w Teatrze im. Juliusza Słowackiego.

Był żonaty z Anielą z Krykiewiczów.